# 48ns Premis Tony
La 48a edició dels Premis Tony va celebrar-se al Gershwin Theatre el 12 de juny de 1994, sent emesa per la CBS. Va ser presentada per Sir Anthony Hopkins i Amy Irving.

## Presentadors dels premis
George Abbott, Alan Alda, Jane Alexander, Carol Burnett, Nell Carter, Glenn Close, Tony Danza, Ossie Davis, Ruby Dee, Peter Falk, Melanie Griffith, Madeline Kahn, Harvey Keitel, Jack Klugman, Swoosie Kurtz, Linda Lavin, Michael Learned, Steve Martin, Bebe Neuwirth, Rosie O'Donnell, Bernadette Peters, Tony Randall, Tony Roberts, Martin Short, Paul Sorvino, Jean Stapleton, Marlo Thomas, Gwen Verdon, Vanessa L. Williams

## Seqüència musical
Victor Garber introduí escenes dels nominats a Millor Revival d'un Musical:
- Grease ("We Go Together" – Companyia);
- She Loves Me ("I Don't Know His Name"/"She Loves Me" – Diane Fratantoni, Sally Mayes i Boyd Gaines);
- Damn Yankees ("Shoeless Joe From Hannibal, Mo." – Vicki Lewis i Companyia);
- Carousel ("You'll Never Walk Alone"- Shirley Verrett i Companyia).
- Vanessa L. Williams des de Toronto presentà Show Boat ("Ol' Man River" – Michel Bell i Companyia).

## Musicals representats
- A Grand Night for Singing ("People Will Say We're in Love"/"Some Enchanted Evening"/"It's a Grand Night for Singing" – Companyia);
- Beauty and the Beast ("Me"/"Be Our Guest"/"If I Can't Love Her"/"Beauty and the Beast" – Companyia);
- Cyrano: The Musical (Companyia);
- Passion ("Happiness"/"Drums and Music"/"Finale" – Companyia).

Aquest va ser el primer any per a diversos premis: el premi a Millor Revival se separà per a obres i musicals; així com per al "Premi als Assoliments d'una Vida". Aquest premi va ser presentat per la parella real Jessica Tandy i Hume Cronyn a una altra parella real, Ossie Davis i Ruby Dee.

## Premis i nominacions
Els premiats apareixen en negreta
| Millor obra | Millor musical |
| --- | --- |
| - Angels in America: Perestroika – Tony Kushner - Broken Glass – Arthur Miller - The Kentucky Cycle – Robert Schenkkan - Twilight: Los Angeles, 1992 – Anna Deavere Smith | - Passion - A Grand Night for Singing - Beauty and the Beast - Cyrano: The Musical |
| Millor revival d'obra | Millor revival de musical |
| - An Inspector Calls - Abe Lincoln in Illinois - Medea - Timon of Athens | - Carousel - Damn Yankees - Grease - She Loves Me |
| Millor actor protagonista en una obra | Millor actriu protagonista en una obra |
| - Stephen Spinella – Angels in America: Perestroika com Prior Walter - Brian Bedford – Timon of Athens com Timon - Christopher Plummer – No Man's Land com Spooner - Sam Waterston – Abe Lincoln in Illinois com Abraham Lincoln                                                      | - Diana Rigg – Medea com Medea - Nancy Marchand – Black Comedy com Mrs. Furnival/Sophie - Joan Rivers – Sally Marr i Her Escorts com Sally Marr - Anna Deavere Smith – Twilight: Los Angeles, 1992 com Diversos personatges                |
| Millor actor protagonista de musical | Millor actriu protagonista de musical |
| - Boyd Gaines – She Loves Me com George Nowack - Victor Garber – Damn Yankees com Mr. Applegate - Terrence Mann – Beauty and the Beast com The Beast - Jere Shea – Passion com Giorgio                                                                                                | - Donna Murphy – Passion com Fosca - Susan Egan – Beauty and the Beast com Belle - Dee Hoty – The Best Little Whorehouse Goes Public com Mona Stangley - Judy Kuhn – She Loves Me com Amalia Balash                                        |
| Millor actor de repartiment en una obra | Millor actriu de repartiment en una obra |
| - Jeffrey Wright – Angels in America: Perestroika com Belize/Diversos personatges - Larry Bryggman – Picnic com Howard Bevans - David Marshall Grant – Angels in America: Perestroika com Joe Pitt/Diversos personatges - Gregory Itzin – The Kentucky Cycle com Diversos personatges | - Jane Adams – An Inspector Calls com Sheila Birling - Debra Monk – Picnic com Rosemary Sydney - Jeanne Paulson – The Kentucky Cycle com Diversos personatges - Anne Pitoniak – Picnic com Helen Potts                                     |
| Millor actor de repartiment de musical | Millor actriu de repartiment de musical |
| - Jarrod Emick – Damn Yankees com Joe Hardy - Tom Aldredge – Passion com Dr. Tambourri - Gary Beach – Beauty and the Beast com Lumiere - Jonathan Freeman – She Loves Me com Headwaiter                                                                                               | - Audra McDonald – Carousel com Carrie Pipperidge Snow - Marcia Lewis – Grease com Miss Lynch - Sally Mayes – She Loves Me com Ilona Ritter - Marin Mazzie – Passion com Clara                                                             |
| Millor llibret | Millor banda sonora |
| - James Lapine – Passion - Walter Bobbie – A Grand Night for Singing - Linda Woolverton – Beauty and the Beast - Koen van Dijk – Cyrano: The Musical | - Passion – Stephen Sondheim (música i lletres) - Beauty and the Beast – Alan Menken (música) i Howard Ashman i Tim Rice (lletres) - Cyrano: The Musical – Ad van Dijk (música) i Koen van Dijk, Peter Reeves, i Sheldon Harnick (lletres) |
| Millor escenografia | Millor vestuari |
| - Bob Crowley – Carousel - Peter J. Davidson – Medea - Ian MacNeil – An Inspector Calls - Tony Walton – She Loves Me | - Ann Hould-Ward – Beauty and the Beast - David Charles i Jane Greenwood – She Loves Me - Jane Greenwood – Passion - Yan Tax – Cyrano: The Musical                                                                                         |
| Millor il·luminació | Millor coreografia |
| - Rick Fisher – An Inspector Calls - Beverly Emmons – Passion - Jules Fisher – Angels in America: Perestroika - Natasha Katz – Beauty and the Beast | - Sir Kenneth MacMillan – Carousel - Jeff Calhoun – Grease - Rob Marshall – Damn Yankees - Rob Marshall – She Loves Me |
| Millor direcció d'obra | Millor direcció de musical |
| - Stephen Daldry – An Inspector Calls - Gerald Gutierrez – Abe Lincoln in Illinois - Michael Langham – Timon of Athens - George C. Wolfe – Angels in America: Perestroika | - Nicholas Hytner – Carousel - Scott Ellis – She Loves Me - James Lapine – Passion - Robert Jess Roth – Beauty and the Beast |

## Premis Tony especials
- Premi al Teatre Regional — McCarter Theatre
- Premi als Assoliments d'una Vida — Jessica Tandy i Hume Cronyn

### Múltiples premis i nominacions
Aquestes produccions van rebre diverses nominacions
- 10 nominacions: Passion
- 9 nominacions: Beauty and the Beast i She Loves Me
- 6 nominacions: Angels in America: Perestroika
- 5 nominacions: Carousel i An Inspector Calls
- 4 nominacions: Cyrano: The Musical i Damn Yankees
- 3 nominacions: Abe Lincoln in Illinois, Grease, The Kentucky Cycle, Medea, Picnic i Timon of Athens
- 2 nominacions: A Grand Night for Singing i Twilight: Los Angeles, 1992

Aquestes produccions van rebre diverses guardons
- 5 guardons: Carousel
- 4 guardons: An Inspector Calls i Passion
- 3 guardons: Angels in America: Perestroika

## Enllaços externas
- Official Site Tony Awards
- 48ns Premis Tony a YouTube - Presentació de Victor Gabler